# Diócesis de Dundee
La diócesis de Dundee (en latín: Dioecesis Dundeen(sis) y en inglés: Roman Catholic Diocese of Dundee) es una circunscripción eclesiástica latina de la Iglesia católica en Sudáfrica, sufragánea de la arquidiócesis de Durban. La diócesis tiene al obispo Thomas Graham Rose como su ordinario desde el 13 de junio de 2008. 

## Territorio y organización
La diócesis tiene 50 000 km² y extiende su jurisdicción sobre los fieles católicos de rito latino residentes en las siguientes unidades administrativa de la provincia de KwaZulu-Natal: Ermelo, Standerton, Bethal, Piet Retief, Amersfoort, Volksrust, Wakkerstroom en Mpumalangaand Newcastle, Utrecht, Dundee, Klip River y Msinga.
La sede de la diócesis se encuentra en la ciudad de Dundee, en donde se halla la Catedral de San Francisco de Asís.
En 2019 en la diócesis existían 37 parroquias.

## Historia
La prefectura apostólica de Volksrust fue erigida el 23 de junio de 1958 con la bula In similitudinem del papa Pío XII, obteniendo el territorio de la diócesis de Bremersdorp (hoy diócesis de Manzini), de la arquidiócesis de Durban y de la diócesis de Lydenburg (hoy diócesis de Witbank). La prefectura apostólica fue confiada a la provincia inglesa de la Orden de los Frailes Menores.
El 19 de noviembre de 1982, en virtud de la bula Quandoquidem Ecclesia del papa Juan Pablo II, la prefectura apostólica fue elevada al rango de diócesis y tomó su nombre actual.
Desde 1985 la diócesis está hermanada con la diócesis de Brentwood.

## Estadísticas
De acuerdo al Anuario Pontificio 2020 la diócesis tenía a fines de 2019 un total de 261 000 fieles bautizados.
| Año                                                                             | Población            | Población | Población      | Sacerdotes | Sacerdotes    | Sacerdotes    | Bautizados por sacerdote | Diáconos permanentes | Religiosos | Religiosos | Parroquias |
| Año                                                                             | Bautizados católicos | Total     | % de católicos | Total      | Clero secular | Clero regular | Bautizados por sacerdote | Diáconos permanentes | Varones    | Mujeres    | Parroquias |
| ------------------------------------------------------------------------------- | -------------------- | --------- | -------------- | ---------- | ------------- | ------------- | ------------------------ | -------------------- | ---------- | ---------- | ---------- |
| 1970                                                                            | 28 000               | 500 000   | 5.6            | 19         | 1             | 18            | 1473                     |                      | 21         | 40         |            |
| 1980                                                                            | 53 500               | 1 028 000 | 5.2            | 25         |               | 25            | 2140                     | 1                    | 28         | 63         | 7          |
| 1990                                                                            | 61 600               | 1 281 600 | 4.8            | 29         | 3             | 26            | 2124                     | 1                    | 31         | 57         | 28         |
| 1999                                                                            | 75 291               | 1 467 579 | 5.1            | 28         | 9             | 19            | 2688                     |                      | 21         | 51         | 30         |
| 2000                                                                            | 73 061               | 1 504 482 | 4.9            | 24         | 9             | 15            | 3044                     |                      | 16         | 54         | 29         |
| 2001                                                                            | 74 274               | 1 510 150 | 4.9            | 24         | 9             | 15            | 3094                     |                      | 17         | 56         | 29         |
| 2002                                                                            | 78 725               | 1 687 160 | 4.7            | 24         | 7             | 17            | 3280                     |                      | 18         | 50         | 29         |
| 2003                                                                            | 75 146               | 1 681 715 | 4.5            | 25         | 9             | 16            | 3005                     |                      | 17         | 53         | 29         |
| 2004                                                                            | 75 375               | 1 711 715 | 4.4            | 24         | 8             | 16            | 3140                     |                      | 17         | 46         | 29         |
| 2006                                                                            | 83 421               | 1 688 000 | 4.9            | 30         | 12            | 18            | 2780                     |                      | 19         | 44         | 29         |
| 2013                                                                            | 199 118              | 1 704 000 | 11.7           | 27         | 13            | 14            | 7374                     |                      | 14         | 35         | 24         |
| 2016                                                                            | 248 100              | 1 680 458 | 14.8           | 33         | 15            | 18            | 7518                     |                      | 18         | 33         | 26         |
| 2019                                                                            | 261 000              | 1 763 150 | 14.8           | 36         | 21            | 15            | 7250                     |                      | 15         | 35         | 37         |
| Fuente: Catholic-Hierarchy, que a su vez toma los datos del Anuario Pontificio. |                      |           |                |            |               |               |                          |                      |            |            |            |

## Episcopologio
- Christopher Ulyatt, O.F.M. † (1958-1969 falleció)
- Marius Joseph Banks, O.F.M. † (15 de abril de 1969-1983 falleció)
- Michael Vincent Paschal Rowland, O.F.M. † (17 de marzo de 1983-30 de septiembre de 2005 retirado)
- Thomas Graham Rose, desde el 13 de junio de 2008